# آکیرا آکاو
آکیرا آکاو (انگلیسی: Akira Akao؛ زادهٔ ۱۵ فوریهٔ ۱۹۸۸) بازیکن فوتبال اهل ژاپن است.